# Barengkrajan
Barengkrajan is een bestuurslaag in het regentschap Sidoarjo van de provincie Oost-Java, Indonesië. Barengkrajan telt 8292 inwoners (volkstelling 2010).